# Albanska fašistička stranka
Albanska fašistička stranka (albanski: Partia Fashiste e Shqipërisë - PFSh) bila je fašistički pokret koji je držao vlast u Albaniji od 1939. kada je Albaniju osvojila Italija, do 1943., kada se Italija predala Saveznicima. Poslije, Albanija je pala pod okupaciju Njemačke, a Albanska fašistička stranka (AFS) je zamijenjena  Albanskom nacističkom strankom.
AFS je bio grana PNF-a (PNF) s Mussolinijem na čelu, a imala je i svoju paravojnu organizaciju - Crnokošuljaše. AFS nikada nije bila masovni pokret, a u svibnju 1940. imala je 13 500 pripadnika, međutim, kada je AFS bio na vlasti, stranka je realizirala ideju Velike Albanije, šireći granice Albanije na današnji Epirus i Kosovo. Upletena je i u antisemitizam, zabranjujući albanskim židovima da se učlane u stranku (dok je muslimanima to bilo dopušteno), te su Židovi bili zbačeni iz nekih profesija kao što je obrazovanje; budući komunistički vođa Enver Hoxha također je izgubio posao nastavnika jer se odbio učlaniti u AFS.
Stranku je osnovao Tefik Mborja, albanski kolaborator i prijatelj talijanskog ministra vanjskog poslova, Galeazza Ciana. Početkom 1943. godine, Maliq Bej Bushati, anti-monarhistički nacionalist, reorganizirao je AFS kao Čuvare Velike Albanije i radio je na udaljavanju Albanije od Italije, skidajući fašističke simbole s albanske zastave postavljenih na obje strane dvoglavog albanskog orla i izjašnjavajući se za albansku autonomiju. Međutim, pad Italije nije donio nezavisnost Albaniji, nego je Albanija dospjela u okupacijsku zonu Njemačke, i tako se mijenja političko stanje u Albaniji.
Pred njemačko preuzimanje, SD-ov vođa Ernst Kaltenbrunner reorganizirao je Čuvare Velike Albanije u Albansku nacističku stranku, koja je formalno imala kontrolu nad Albanijom. Njemačka kontrola u Albaniji imala je veći neuspjeh nego u drugim državama; Albanska nacistička stranka nije provodila masovna ubijanja židova i deportacije, dok albanski dobrovoljci jesu, tj. pripadnici SS-ove divizije 21. oružane gorske divizije SS-a "Skanderbeg".
Nakon pada Trećeg Reicha, Albanijom se proširio građanski rat; neki članovi Albanske nacističke stranke borili su se protiv komunista, u Albaniji i na Kosovu, a borbe su završene 1951. godine.

## Tajnici Albanske fašističke stranke
- 1939. – 1941. - Tefik Mborja
- 1941. – 1943. - Jup Kazazi
- 1943. - Kol Bib Mirakaj

## Tajnici Čuvara Velike Albanije
- 1943. - Maliq Bej Bushati
- 1943. - Eqrem Bej Libohova